# Lutjebroek
Lutjebroek is een dorp in de gemeente Stede Broec, in de regio West-Friesland, in de provincie Noord-Holland met iets meer dan 2200 inwoners.

## Benaming
Lutjebroek is een landelijk bekende naam als metafoor voor een gehucht in de polder en als een algemene omschrijving van een kleine plaats zonder enig belang, vergelijkbaar met 'Schubbekutteveen'. Hierdoor denken veel mensen dat de plaats niet echt bestaat of een oude, verdwenen plaats is.
Broek, broekland of broekbos is een aanduiding voor een bos in een natte omgeving en 'lutje' betekent 'klein' in het Gronings, Fries, Drents en Westfries.

## Geografie

### Streek
Lutjebroek hoorde de gemeente Grootebroek tot die 1 januari 1979 met Bovenkarspel samengevoegd werd tot Stede Broec. Het lintdorp ligt in de Streek, de bewoningsstrook langs een straatweg van Enkhuizen richting Hoorn.
Die doorgaande weg draagt binnen Lutjebroek de naam P.J. Jongstraat, officieel Pieter Janszoon Jongstraat. Een andere oude straat is de Horn, die van het midden van Lutjebroek, onder een hoek (horn) in noordoostelijke richting loopt. In het begin van de twintigste eeuw werden tussen de Horn en Lutjebroek straten aangelegd, waardoor de Horn volledig onderdeel uit is gaan maken van het dorp Lutjebroek. Tijdens die aanleg zijn een aantal vaartjes en sloten bewaard gebleven, omdat indertijd deze van belang waren voor het transport van de tuinbouwproducten. Deze functie is verloren gegaan, maar er is daardoor nog steeds her en der een pittoresk beeld overgebleven. Met de schuit kan men vanaf het park De Woid onder de hoofdstraat van Lutjebroek door naar de Horn. Vanaf de Horn kan men doorvaren in noordelijke richting naar een natuurgebied.
In dit natuurgebied de Weelen zijn verschillende dijkdoorbraakmeertjes (wielen, welen of walen) aanwezig, waaronder de Lutjebroekerweel. Doorvaren naar de rest van de polder kan niet: het waterpeil is daar verlaagd ten behoeve van de tuinbouw.

### Dorp
Lutjebroek kent twee kerken en twee cafés, waarvan café-restaurant De Paus het bekendste is. De naam geeft al aan dat de regio van oudsher een grote katholieke enclave is.
Vroeger war er een dependance van het ziekenhuis St. Jans Gasthuis, dat zelf in Hoorn was gevestigd. Bij het bijgebouw van het ziekenhuis behoorde ook het Nicolaas Verpleeghuis. Er hebben in Lutjebroek ook enige tijd nonnen gewoond van de orde der Augustinessen; deze woonden in een woonblok in de nieuwbouw achter de Sint-Nicolaaskerk, dat het Zusterhuis werd genoemd. De huidige bewoners van het Zusterhuis komen vooral uit Polen, deze Polen vinden in De Streek veelal seizoensgebonden werk of schoonmaakwerk.
Vanwege de sterke groei van omliggende dorpen en het dorp zelf bevinden zich in Lutjebroek nog vrij veel winkels aan de hoofdstraat zoals een warme bakker en een slager. De kleine bioscoop uit 1950, aan de P.J. Jongstraat, moest in 1970 echter sluiten. 
Bij de aansluiting van de Fresialaan op de P.J. Jongstraat is een verbreding gemaakt, het Beursplein. De naam verwijst naar het 'beurzen': bij elkaar komen om wat te praten. Aan de P.J. Jongstraat ontbreken de nummers ter plaatse de nummers 33 tot 43; op 35 zat de kruidenierszaak van Grietje Ligthart. Ook is in dit gebied het plein van de voormalige middelbare school met de fietsenstalling geweest. Anno 2024 is hier het dorpshuis en verenigingsgebouw De Wurf gevestigd.

## Geschiedenis

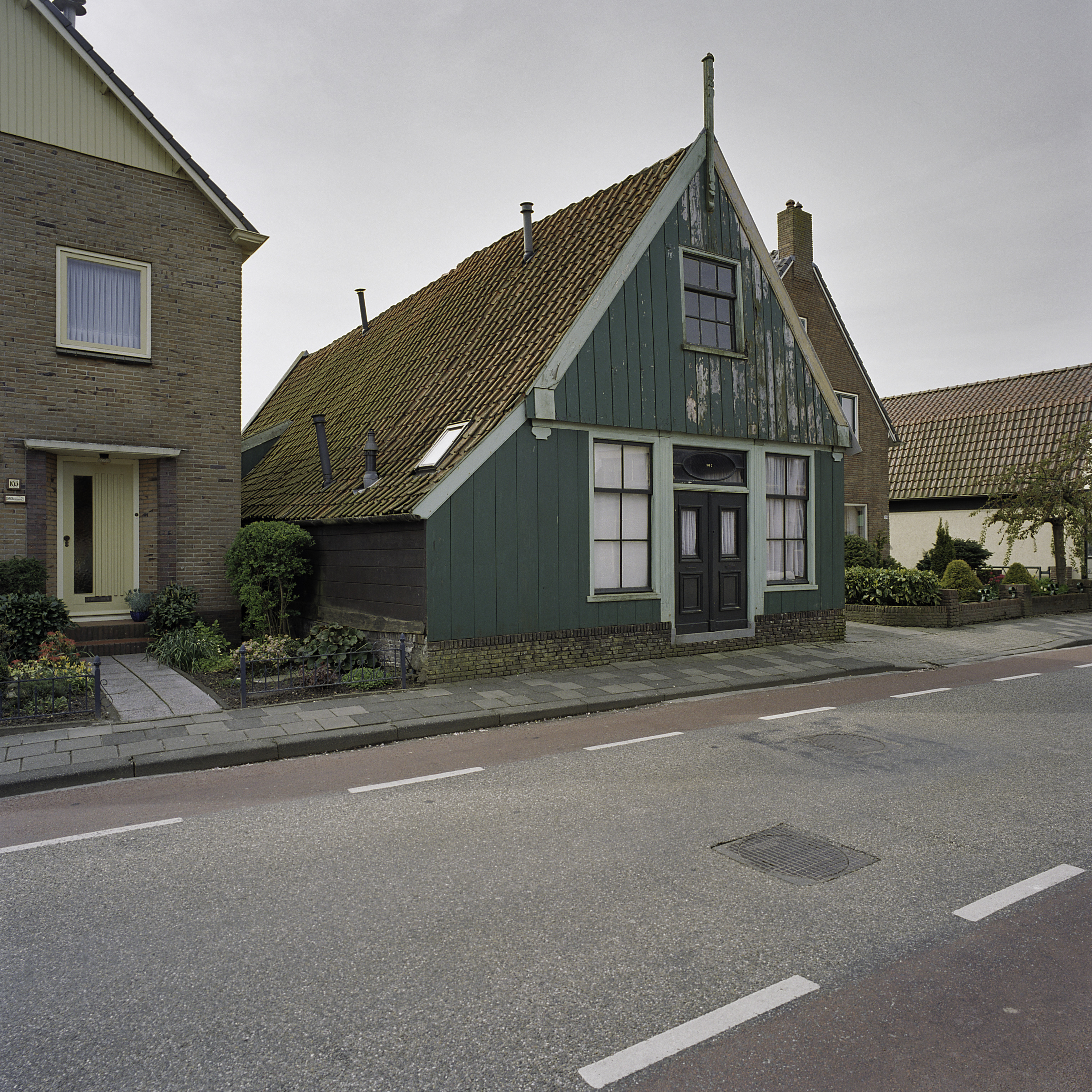
2005: voorgevel van een winkel met houten voorschot, P. J. Jongstraat 107, inmiddels gesloopt

De geschiedenis van Lutjebroek is gekoppeld aan die van het naastgelegen Grootebroek. De namen Lutjebroek en Grootebroek wijzen op de grootte van de kernen en het grondgebied van de twee delen in een broek. Broek verwijst hier naar het moerasachtig gebied. De Streek kruist een kleinere zandrug bij Hoogkarspel, ten westen van dit broek, en ten oosten een grotere rug bij Bovenkarspel, waardoor deze dorpen hoger en droger kwamen te liggen, waardoor het contrast met de twee broekdorpen ontstond. In de tijd voor de ruilverkaveling in de zeventiger jaren had het kweken in het nattere gebied tot gevolg dat de tuinders in Lutjebroek minder gewasopbrengsten konden halen en daarom ook armer waren dan de tuinders uit Hoogkarspel of Bovenkarspel.
De benaming Lutjebroek komt voor het eerst voor omstreeks 1245 als Litterabroek, 15 jaar later komt de spelling Luttekebroec voor, wat waarschijnlijk ook dichter ligt bij de oorspronkelijke naam in het West-Fries, Luttekebroek of Littekebroek (waarbij de i meer als u wordt uitgesproken). Later zou het verbasteren van de meer gemengde uitspraak Lutke Brouck naar Lutjebroek.
In 1402 voegden Lutjebroek en Horn zich bij de dorpen Grootebroek en Bovenkarspel, die gezamenlijk stadsrechten hadden gekregen (zie stede Grootebroek). Het volgende jaar zou ook Hoogkarspel zich bij de stede voegen. In het bestuur hiervan werd Lutjebroek vertegenwoordigd door een burgemeester (van in totaal vier) en een schepen (van in totaal zeven).
In 1763 kende Lutjebroek een grote dorpsbrand. Op 11 maart ontstond er rond 5 uur in de middag een felle brand in een broodbakkerij, die zich door een sterke oostenwind snel uitbreidde. Er werden 47 huizen in de as gelegd, met het merendeel van de inboedel en voorraden. Met een collecte op 11, 12 en 13 april werd 3958 gulden opgehaald voor de wederopbouw van de huizen, wat toen vrij veel geld was.
In de periode dat de bestuurlijke eenheid van de gezamenlijke dorpen in 1807 uiteenviel in diverse gemeenten, verviel Lutjebroek, dat samen met Grootebroek de gemeente Grootebroek vormde, langzaam in armoede. Na 1825 werd dit erger. Dit kwam deels doordat de inkomsten voor de inwoners van de gemeente vooral moesten komen van aardappelen; door ziekte in aardappels en de slechte kwaliteit van de soorten die op dat moment werden gekweekt waren deze uit de gratie geraakt. De aardappels werden vooral door armen gegeten en als veevoer gebruikt. De oppervlakte die voor de teelt kon worden gebruikt in de gemeente wisselde ook te veel voor een stabiel inkomen en men had moeite met de distributie buiten De Streek zelf.
Pas toen in 1885 de spoorlijn tussen Zaandam en Enkhuizen gereed was, kwam daar verandering in en bloeide langzaam de tuinbouw op, vooral na de oprichting van veiling "de Tuinbouw". Zo ging de levensstandaard van de bewoners ook flink omhoog. Een goede indicatie ervan is de oprichting van diverse coöperatieve banken in het begin van de twintigste eeuw. De huidige Rabobank Westfriesland-Oost is daar na diverse fusies van banken het overblijfsel van.
De groei van de gemeente Grootebroek werd gestuit door de slechte economie van de jaren dertig van de twintigste eeuw en de daarop volgende Tweede Wereldoorlog. Na die oorlog bloeide de gemeente langzaam weer op, maar de echte bloei kwam toen de gemeente samen met de gemeenten Hoogkarspel en Bovenkarspel als (tijdelijke) groeikern werd aangeduid om de bevolking uit de Randstad op te vangen. Tijdens de gemeentelijke herindeling in 1978 en 1979 werden de gemeenten Grootebroek en Bovenkarspel samengevoegd tot Stede Broec.
Ook Lutjebroek groeide, maar het is wel altijd een dorp gebleven tussen steeds meer verstedelijkende bebouwing. Dit kwam mede doordat Lutjebroek in de jaren negentig van de twintigste eeuw, toen Stede Broec opnieuw was aangewezen als groeikern, niet zoveel groeide als de andere kernen in de gemeente. Slechts twee echte stukken nieuwbouw zijn er sindsdien bij gekomen, het laatste stuk precies tegenover De Woid.

### De Zoeaven
Lutjebroek is bekend van de Zoeaven, het pauselijke leger. Toen Italië halverwege de 19e eeuw in de Risorgimento begon aan de politieke eenwording, bedreigde dit de Kerkelijke Staat. Na een oproep van Paus Pius IX namen ruim 3000 Nederlandse jongemannen dienst. Van de 24 Zoeaven uit Stede Broek werd Pieter Janszoon Jong, 'de reus uit Lutjebroek', het bekendst. In de slag bij de hooggelegen vestingstad Monte Libretti zou hij naar verluidt in zijn eentje een aantal roodhemden opgehouden hebben, waardoor zijn makkers zich konden hergroeperen. Hij zou 14 man de hersens hebben ingeslagen met de kolf van zijn geweer alvorens hij zelf gedood werd. De groep van 87 Zoeaven wist de soldaten en andere manschappen van Giuseppe Garibaldi, zo'n 1200 man, te verdrijven.
In zijn geboorteplaats wordt Pieter Janszoon Jong nog steeds geëerd, zo is zijn beeld in de gevel van de RK-kerk ingemetseld en is de hoofdstraat naar hem vernoemd, de P.J. Jongstraat. Ook De Zoeaven zelf worden geëerd, bijvoorbeeld in de naam van in 1931 opgerichte voetbalclub VV De Zouaven. De kapelaan van de RK-kerk had toen graag gezien dat de club vernoemd zou worden naar Pieter Janszoon Jong zelf, zoals hij dat zes jaar daarvoor ook bij de gymnastiekvereniging had geprobeerd. De ploeg voetbalt in de kleuren van De Jong: grijs met rood.

## Sport

### VV De Zouaven
Voetbalvereniging VV De Zouaven, opgericht in 1931, had anno 2016 zo'n 900 spelende leden. Het voetbalveld lag jaren lang achter de grote kerk, midden in het dorp. Omdat ter plekke geen uitbreiding mogelijk was voor de groeiende vereniging, kregen 'De Zouaven' er een accommodatie bij net over de dorpsgrens in Grootebroek toen daar de voetbalvereniging opgeheven werd. Oud-profvoetballers Frank en Ronald de Boer speelden in hun jeugd bij De Zouaven.

### ZVV Lutjebroek
ZVV Lutjebroek/de Paus was de zaalvoetbalvereniging, opgericht in 1982. Het eerste team heeft lang in de landelijke eerste divisie gespeeld. In 2020 is de club met Zvv ’t Wapen van Grootebroek gefuseerd tot Zvv De Zouaven.

### Progym
Begin jaren zeventig is de turnvereniging Progym opgericht, deze speelt in Gymzaal De Horn.

## Kunst en cultuur
In 1912 is harmonie St. Caecilia opgericht, die op 12 februari 2012 haar 100-jarig bestaan vierde.
Lutjebroek kent een toneelvereniging genaamd 'Vondel'.
In de voormalig Nederlands Hervormde kerk "Bessie" (schuin tegenover Café de Paus) is het Cultureel Centrum Bessie gevestigd, waar onder andere Schilderskring Bessie (opgericht in 1991) bijeenkomt en exposeert.
In De Paus wordt ieder jaar rond april het popfestival Taaipop gehouden tezamen met de Grote Prijs van Lutjebroek waar onbekende en bekende muzikanten en groepen optreden.
Bij feesten zoals jubilea en trouwerijen wordt regelmatig het Lutjebroeker drinklied aangeheven. Naast dit drinklied kent Lutjebroek ook een soort volkslied 'Waar je reist op deze aardbol".
In 1968 had Trea Dobbs een hitje met het lied Was jij maar in Lutjebroek gebleven.

## Geboren
- Pieter Janszoon Jong (1842-1867), Pauselijk Zoeaaf
- Ria Brieffies (1957-2009), zangeres (Dolly Dots)